# Bullockia maldonadoi
Bullockia maldonadoi — єдиний вид роду Bullockia з підродини Trichomycterinae родини Trichomycteridae ряду сомоподібні.

## Опис
Загальна довжина сягає 7 см. Голова коротка, помірно масивна. Очі маленькі, опуклі, розташовані зверху голови. Є 2 пари вусів. Тулуб стрункий, подовжений. Спинний плавець широкий, з короткою основою, розташовано посередині тулуба. Грудні та черевні плавці невеличкі. Анальний плавець подовжено. Хвостовий плавець широкий.
Забарвлення світло-коричневе з зеленуватим відблиском. Боки вкриті коричнюватими цяточками. Спинний плавець розфарбовано у почергові темні й світлі смуги.

## Спосіб життя
Біологія вивчена недостатньо. Це демерсальна риба. Зустрічається у річках з прісною водою. Цей сом активний зазвичай у присмерку. Живиться насамперед дрібними водними організмами.

## Розповсюдження
Мешкає у водоймах Чилі — Біо-Біо, Лаха.